# Hoàng Xuân Hành
Hoàng Xuân Hành (1866? – 1941/1942), biệt hiệu là Giám Hành, là một chí sĩ trong phong trào Đông Du và khởi nghĩa Yên Thế trong lịch sử Việt Nam.

## Thân thế
Hoàng Xuân Hành quê ở làng Hoàng Trù, tổng Lâm Thịnh, huyện Nam Thanh, tỉnh Nghệ An, nay thuộc xã Kim Liên, huyện Nam Đàn, tỉnh Nghệ An, là em trai của Hoàng Xuân Đường, tức chú ruột của bà Hoàng Thị Loan, mẹ của Hồ Chí Minh, Chủ tịch nước Việt Nam độc lập sau này.

## Cuộc đời
Hoàng Xuân Hành làm nghề thầy đồ ở các làng gần quê. Khoảng 1904–1906, trước sự vận động của Phan Bội Châu, ông cùng Vương Thúc Quý, Trần Văn Lương, Vương Thúc Nghiêm thành lập phân Hội Duy Tân ở huyện Nam Thanh, hưởng ứng phong trào Đông Du.
Năm 1906, ông cùng Phạm Văn Ngôn, Vương Thúc Nghiêm, Bùi Xuân Phong đến nhờ cậy thủ lĩnh nghĩa quân Yên Thế Hoàng Hoa Thám, xây dựng đồn Tú Nghệ.
Năm 1915, ông bị thực dân Pháp bắt, kết án 10 năm tù. Năm 1925, ông ra tù, đúng lúc Phan Bội Châu bị dẫn độ về Việt Nam và bị quản thúc tại Huế. Ông vào Huế thăm cụ Phan. Năm 1942, không lâu sau khi Phan Bội Châu mất, ông qua đời.

## Vinh danh
Tên của ông được đặt cho một con đường ở Thành phố Hồ Chí Minh. Tuy nhiên, tên đường lại đặt sai thành Hoàng Xuân Hoành.